# Accademia della Fucina
(Antonino Mirello e Mora)
L'Accademia della Fucina è stata un'accademia fondata a Messina il 23 ottobre 1639 e rimasta attiva fino al 1678.

## Storia
Nella prima metà del '600 Messina raggiunse il massimo splendore della propria storia, tanto da poter essere annoverata tra le dieci più grandi ed importanti città d'Europa: il potere politico ed amministrativo si associava al crescente ruolo culturale della principale istituzione accademica cittadina, l'Università degli Studi di Messina, fondata qualche decennio prima da Ignazio di Loyola. In quel periodo, il nobile Carlo Di Gregorio, Principe e Cavaliere dell’Ordine della Stella, aprì le porte del proprio palazzo alle più illustri menti messinesi, che si incontravano per dissertare su vari argomenti, leggere testi greci e latini e declamare poesie o altri componimenti letterari. Con l'intensificarsi degli incontri, tenuti solitamente di domenica, il 23 ottobre 1639 gli accademici concordarono di fondare l'Accademia della Fucina, così denominata poiché in essa si intendevano fondere, come in una fucina, pensieri vari e grossolani per forgiare espressioni e forme d'arte rifinite, nobili e virtuose a beneficio della città. I membri dell'accademia furono dunque chiamati fucinanti e ad ognuno fu assegnato un soprannome. Il loro forte sentimento patriottico è desumibile anche dai loro componimenti:
Ne la fertil Trinacria alta Reina,

Raddoppiate i suoi vanti, alzate i carmi,

Hor che sono le lettere unite a l’armi.»
(Carlo Musarra, poeta e segretario dell’Accademia)
L’accademia fu luogo e punto di attrazione della vita intellettuale e politica della città, tanto che il senato messinese decise di sostenere economicamente le iniziative dell'accademia. In seguito alla rivolta antispagnola, Messina subì una violentissima repressione che comportò l'abolizione del senato e la soppressione dell'università, fattori decisivi per lo scioglimento dell'accademia. Le numerose opere prodotte dai fucinanti furono in gran parte distrutte dalle rovine abbattutesi in seguito sulla città.